# Гонсевский, Криштоф
Криштоф Корвин-Гонсевский (ум. 1643) — государственный деятель Великого княжества Литовского, писарь великий литовский (1625—1638), референдарий великий литовский (1638—1639), воевода смоленский (1639—1643), староста велижский (1627) и дипломат.

## Биография
Представитель польского дворянского рода Гонсевских герба «Слеповрон». Старший сын воеводы смоленского Александра Корвина-Гонсевского (ок. 1575—1639) и Евы Пац. Младший брат — гетман польный литовский Винцент Корвин-Гонсевский (1620—1662).
В 1625 году Криштоф Гонсевский получил должность писаря великого литовского, а в 1627 году получил во владение велижское староство. В 1633 году входил в состав польского посольства под руководством подскарбия великого коронного Ежи Оссолинского в Риме. В 1638 году был назначен референдарием великим литовским. В 1639 году после смерти своего отца Криштоф Гонсевский получил должность воеводы смоленского.
В 1639 году король Речи Посполитой Владислав IV Ваза поручил Криштофу Гонсевскому совершить дипломатическую миссию во Францию. Его задачей было освобождение из французского плена королевича Яна Казимира, младшего брата польского короля. 
2 февраля 1640 года Криштоф Гонсевский приехал в Париж. После нескольких недель переговоров ему удалось добиться освобождения Яна Казимира в обмен на то, что Речь Посполитая не будет оказывать помощь противникам Франции. 30 марта 1640 года Криштоф Гонсевский вместе с королевичем Яном Казимиром покинул Париж. После возвращения на родину получил от королевского секретаря Яна Куновского книгу в память о жизни его отца Александра Гонсевского.